# Хлорат никеля(II)
Хлорат никеля(II) — неорганическое соединение,
соль никеля и хлорноватой кислоты
с формулой Ni(ClO3)2,

растворяется в воде,
образует кристаллогидраты — зелёные кристаллы.

## Получение
- Обменная реакция сульфата никеля и хлората бария:

{\displaystyle {\mathsf {NiSO_{4}+Ba(ClO_{3})_{2}\ {\xrightarrow {}}\ Ni(ClO_{3})_{2}+BaSO_{4}\downarrow }}}

## Физические свойства
Хлорат никеля(II) образует кристаллы.
Хорошо растворяется в воде.
Образует кристаллогидраты состава Ni(ClO3)2•n H2O, где n = 4 и 6.
Кристаллогидрат состава Ni(ClO3)2•6H2O образует зелёные кристаллы
кубической сингонии,
пространственная группа P a3,
параметры ячейки a = 1,03159 нм, Z = 4
.

## Химические свойства
- Кристаллогидрат при нагревании ступенчато теряет воду:

{\displaystyle {\mathsf {Ni(ClO_{3})_{2}\cdot 6H_{2}O\ {\xrightarrow[{-H_{2}O}]{39^{o}C}}\ Ni(ClO_{3})_{2}\cdot 4H_{2}O\ {\xrightarrow[{-H_{2}O}]{80^{o}C}}\ Ni(ClO_{3})_{2}}}}
- Разлагается при нагревании:

{\displaystyle {\mathsf {Ni(ClO_{3})_{2}\ {\xrightarrow {T}}\ NiCl_{2}+3O_{2}\uparrow }}}